# Brachydiplax denticauda
Brachydiplax denticauda е вид водно конче от семейство Libellulidae. Видът не е застрашен от изчезване.

## Разпространение
Разпространен е в Австралия (Западна Австралия, Куинсланд и Северна територия), Индонезия, Папуа Нова Гвинея и Соломонови острови.

## Описание
Популацията на вида е стабилна.